# Synod zamojski
Synod zamojski – synod kościoła unickiego, zwołany w dniach od 26 sierpnia do 17 września 1720 w Zamościu, w celu ujednolicenia liturgii, dokonania reform i formalnego zatwierdzenia postępującej latynizacji Cerkwi Unickiej.
Synod został zwołany przez metropolitę unickiego Leona Kiszkę. Odbywał się pod przewodnictwem nuncjusza papieskiego w Polsce Girolamo Grimaldiego, w cerkwi św. Mikołaja oraz w kolegiacie zamojskiej. W synodzie wziął udział również arcybiskup ormiański Jan Tobiasz Augustynowicz.
Synod uchwalił wiele dekretów dogmatycznych i duszpasterskich o podstawowym znaczeniu dla cerkwi unickiej. Wprowadził do ksiąg liturgicznych Filioque w Credo oraz wspominanie papieża, podkreślał kult Najświętszego Sakramentu i obchodzenie Bożego Ciała, sprecyzował obowiązki metropolity, biskupów i kleru, ujednolicił i upodobnił do łacińskiej liturgię we wszystkich diecezjach unickich, uregulował sprawy seminariów duchownych i monastyrów. Zaczęto stosować łacińskie określenia: w miejsce słowa pop zaczęto mówić ksiądz, zamiast władyka - biskup, w miejsce archimandryta — opat, w miejsce cerkiew — kościół. Zaczęto stosować mszał zamiast służebnik, stuły zamiast epitrachile. Zniesiono możliwość czyszczenia kielicha mszalnego gąbką i wprowadzono obowiązek czyszczenia chusteczką. nakazano także parochom prowadzenia ksiąg z rejestrami parafian, chrztów, ślubów i zgonów. Nakazano duchownym odróżnianie się od chłopów poprzez noszenie długiej czarnej szaty, oraz zakazano duchownym tańców, pijaństwa, chodzenia do karczm i bijatyk. Zakazano pobierania opłat za poświęcenie pod karą klątwy. Nakazano wizytacje parafii przez biskupów, jednak nie nakazywano formy jakie mają mieć świątynie i ich wnętrza. Zalecano jak najczęstsze odprawianie mszy czytanych, ale nie wspomniano w zaleceniach niczego o organach ani o obecności ikonostasów.
Postanowienia Synodu zatwierdził w 1724 papież Benedykt XIII, a opublikowane jako obowiązujące zostały w 1725.
Latynizacja liturgii i obrzędowości miała doprowadzić do zacierania różnic w obu katolickich obrządkach i zbliżenia obu rytów do siebie. Była następstwem Unii brzeskiej. Z cerkwi unickich powoli redukowano ikonostasy, zaczęto wprowadzać natomiast ołtarze boczne, konfesjonały, ławki, jak również elementy liturgii zachodniej, wprowadzono język polski do nabożeństw i kazań, po polsku odmawiano modlitwy dotychczas odmawiane w języku cerkiewnosłowiańskim.
Zmiany te poparła część duchowieństwa unickiego, jednak duża część duchownych ustalenia synodu zamojskiego uznała za warunki nie do przyjęcia i rozważała nawet odłączenie się od Watykanu i powrót do prawosławia. Skupili się przy soborze św. Jura we Lwowie.
Synodowi zamojskiemu przypisuje się wielkie znaczenie w Kościele unickim, porównywalne do postanowień soboru trydenckiego w Kościele łacińskim.